# 基隆港
基隆港是位於臺灣基隆市的海港，為中華民國四座主要國際商港之一、以及北臺灣首要的海運樞紐，與臺北港並列為臺北的聯外港口，營運機構為臺灣港務公司基隆港務分公司。除了商港功能之外，也是臺灣的海軍及漁業基地之一。整個港區被基隆市中心環繞，腹地較其他臺灣商港狹小，運輸方面以貨櫃為主、散貨為輔，2000年代後亦發展郵輪母港事業。2018年的數據顯示，基隆港位列世界第113大港，在臺灣各商港中排名第四。

## 歷史

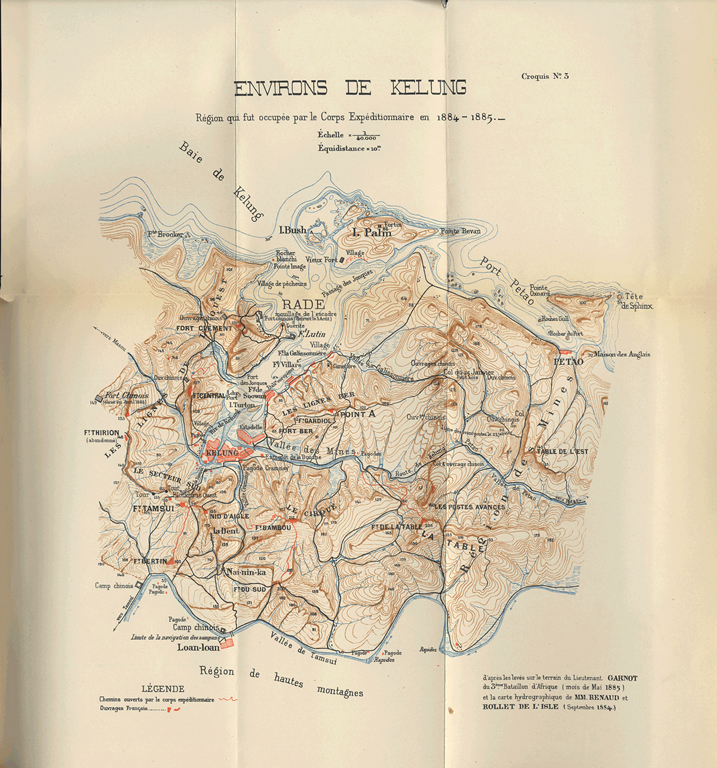
在1894年的基隆港手繪地圖

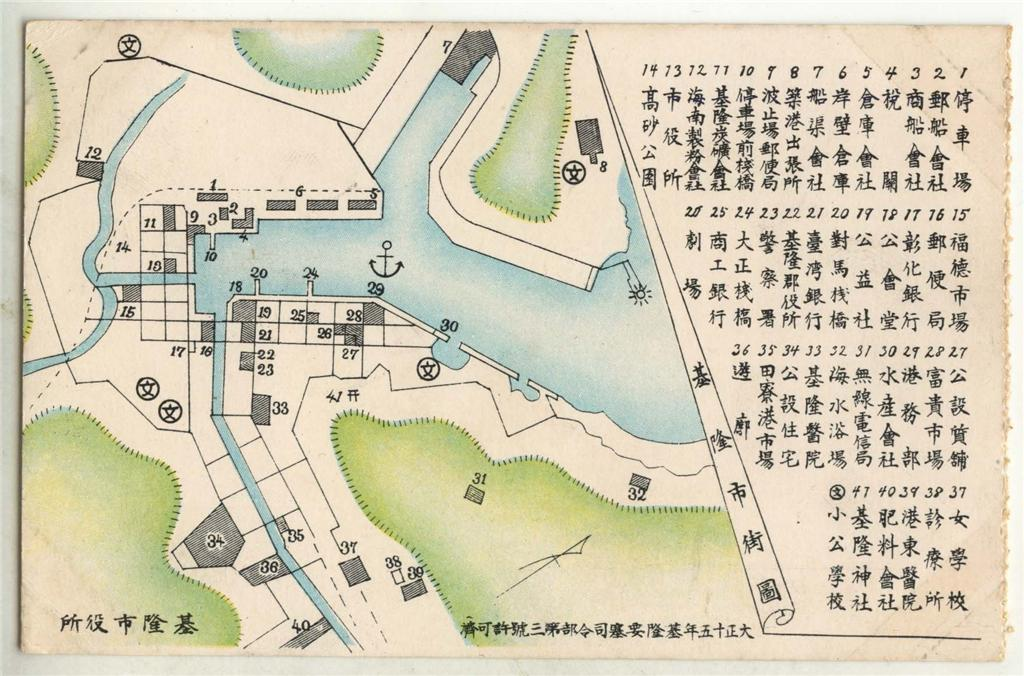
1926年的基隆港地圖

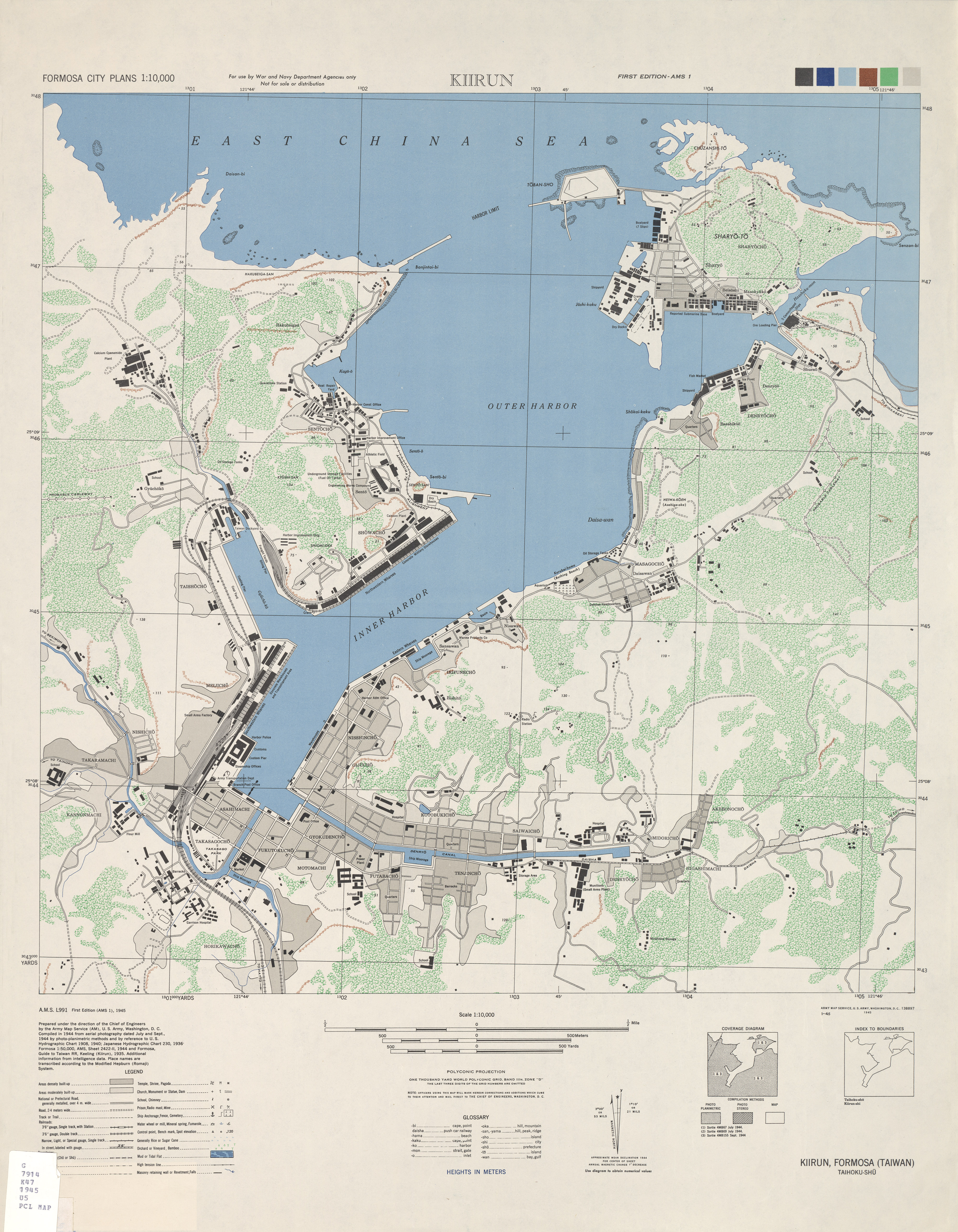
1945年美軍繪製的基隆港地圖

### 建港之初
基隆港在昔日稱為「雞籠港」或「雞籠灣」，又因舊內港裡兩座鱟公嶼、鱟母嶼礁石而雅稱「鱟江」。
雞籠港在十七世紀即有外人足跡，西班牙人佔領臺灣時就曾對雞籠港進行調查，並進行了部分建設。清治後期，西方列強的東來，逐漸開啟了雞籠港的發展。在同治2年（1863年），基隆港以淡水附港的名義正式開放為商港。而在1886年當時就任台灣巡撫的劉銘傳進行基隆港的建港規劃，並委由當時的台灣首富林維源總辦基隆港的建港事宜，也將當時興建中的縱貫鐵路分出支線至港區；但後來建港工程因劉銘傳的離職而未全面實行，主要設施中只完成一座陸海聯運碼頭。後來統治台灣的中華民國政府，將1886年認定為基隆港建立之年。

### 日治時代
日治時代，日本當局計劃將基隆建設成為台灣與日本本土的聯絡門戶，故基隆港正式開始進行現代化港口的建設，也就是從1899年到1944年間共五期的基隆港築港工程；第一期在1899年開工，1903年7月竣工，第五期則因太平洋戰爭爆發而未全部完工。這五期的築港工程，清除了原本密佈內港區內的礁石（原本港內的鱟公嶼、鱟母嶼即在第二期工程被剷除），並在外港陸續整建了大型造船廠及軍港、漁港區等設施，從碼頭貨棧到港區鐵路系統皆相當完備。基隆港現存的西二、西三碼頭倉庫即在此時期興建，分別於1932年、1934年完工。
松本虎太在日治時代的築港工程，不但奠定了日後基隆港的發展基礎，也使基隆港在1970年代前穩坐台灣第一大港寶座。較特別的是，基隆港的築港工程並不由政府行政系統負責，而是由日本軍方主導，並被列為日本海軍列管軍港之一。
基隆港原由其所在的臺北州設立「港務部」來管理，並由臺灣總督府交通局海務部監督，1941年太平洋戰爭爆發後，改由直屬於台灣總督府的基隆港務局負責。基隆港由於當時台灣主要物資吞吐港及海軍基地的地位，在大戰末期首當其衝，成為美軍轟炸的首要目標。港埠設施及港內停泊船隻皆毀損嚴重，港區幾成廢墟。

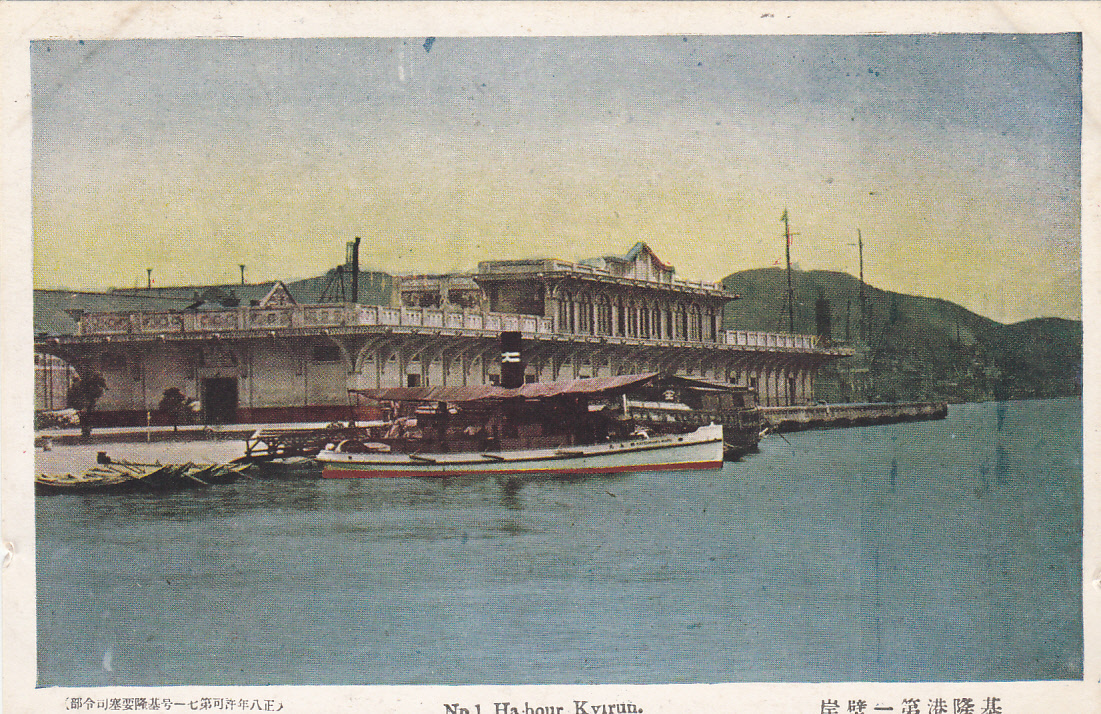
日治時期基隆港明信片
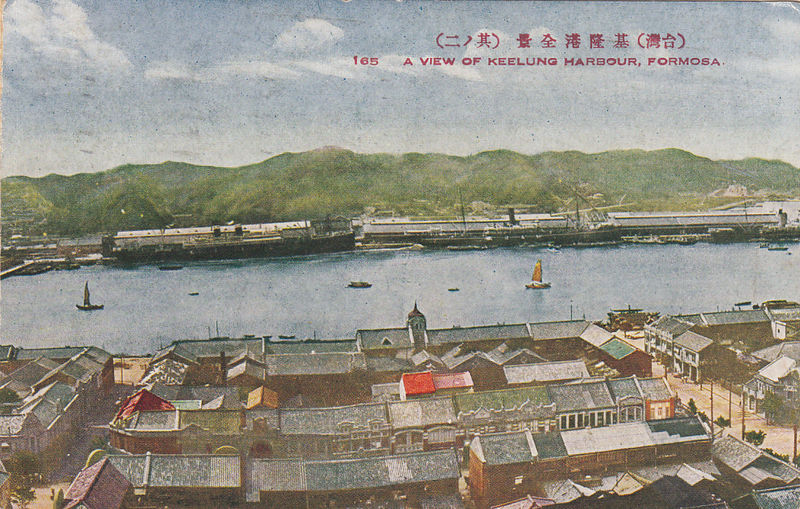
日治時期基隆港明信片
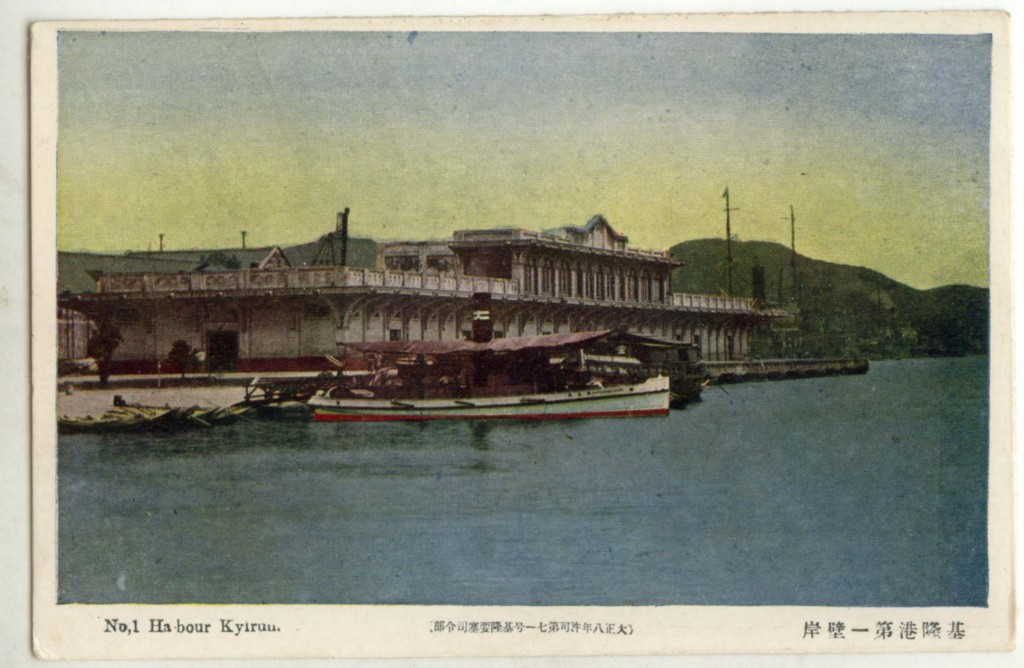
日治時期基隆港明信片
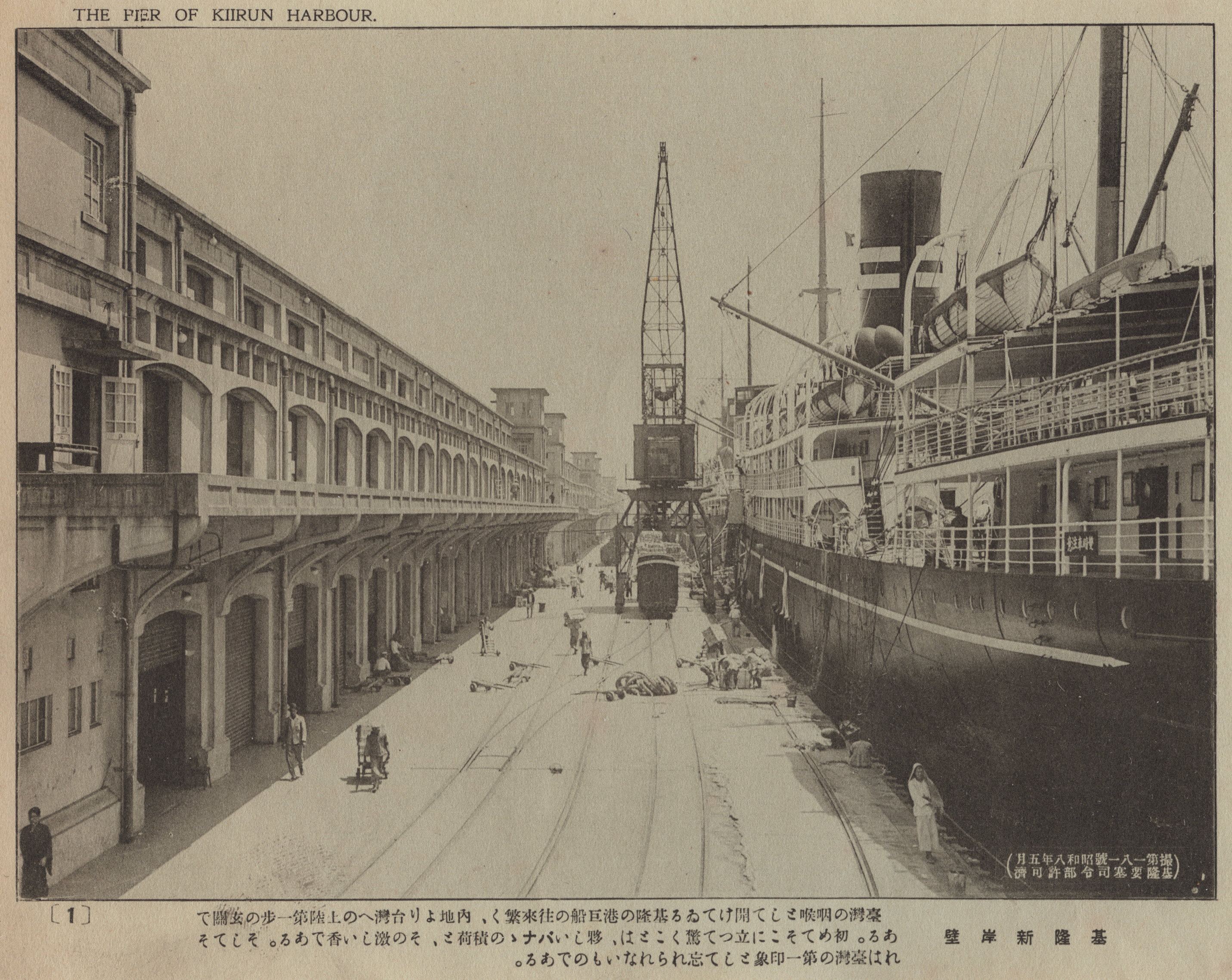
日治時期基隆港明信片
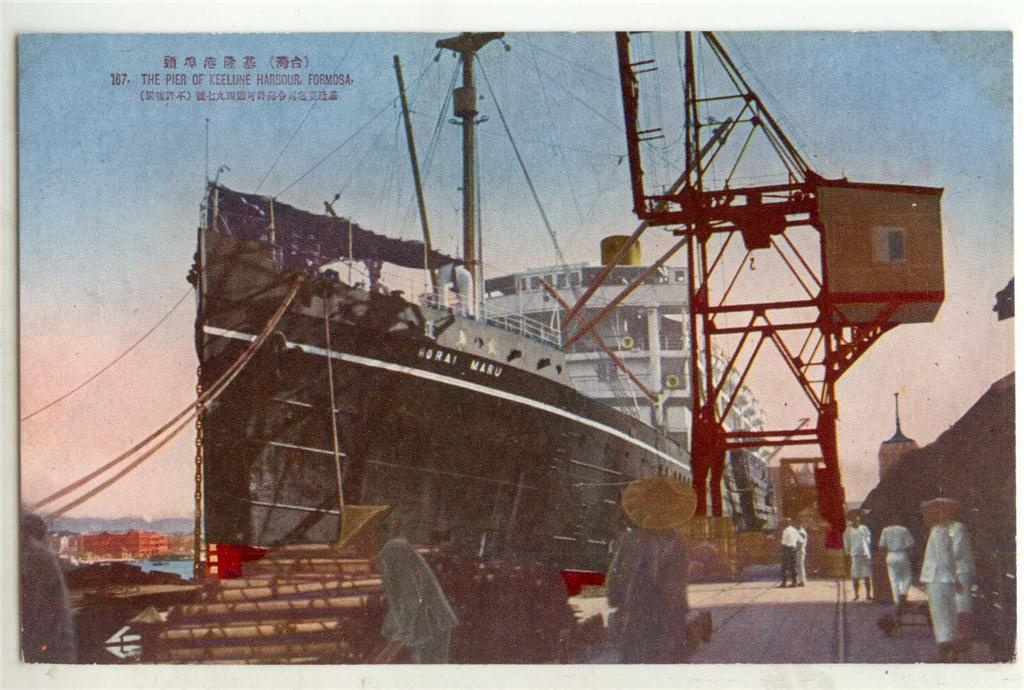
日治時期基隆港明信片
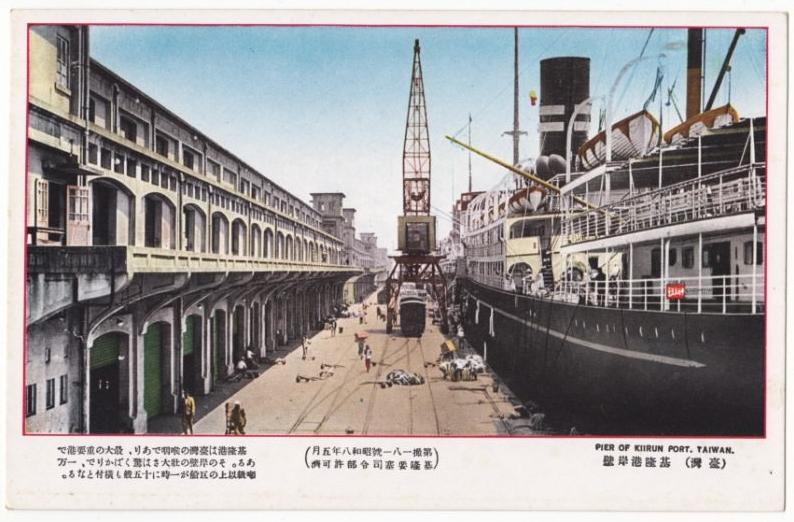
日治時期基隆港明信片
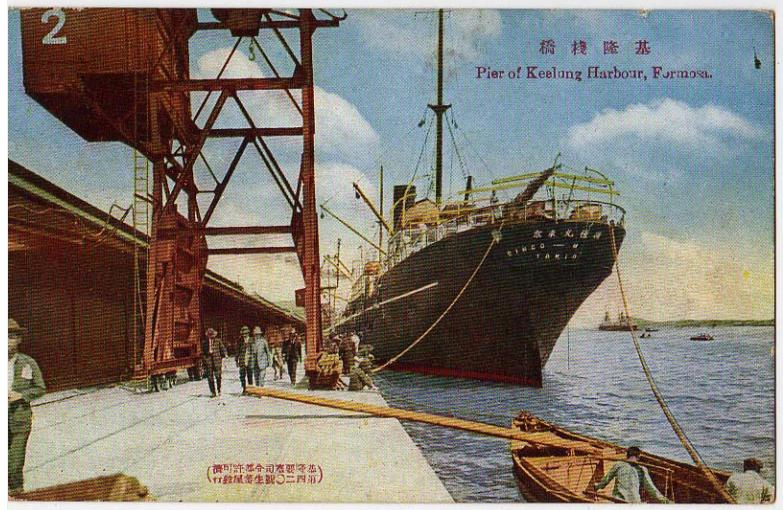
日治時期基隆港明信片
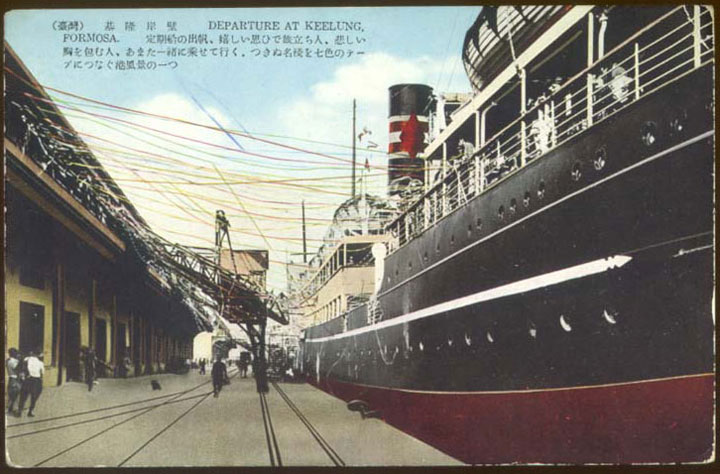
日治時期基隆港明信片

### 戰後發展
1945年，中華民國接管臺灣，續設基隆港務局，隸屬於台灣省政府交通處。港務局改組時以打撈港內一百多艘沉船及復建碼頭、橋樑、船渠、船塢、運河、防波堤、修理場及倉庫等原有設施為主，1953年以後才開始增設港埠設施，如增建西29、30號碼頭、漁港區突堤碼頭、興建通棧倉庫等，並填築大沙灣海水浴場以興建船渠。
復建完成之後，基隆港開始復興。1961年至1974年間，港務局改建內港設施，並開始在外港及東岸興築碼頭。1974年至1981年間開始積極擴建外港，並先後興建兩座大型突堤碼頭，以消除內港瓶頸及島內成長的運輸需求；連接港區及高速公路的東岸、西岸高架橋也興建於同時期。1982年至1992年，為因應貨櫃運輸時代的來臨，以改建及增建貨櫃碼頭為主。基隆港的營運量在1980年代到達高峰，到了1984年，基隆港更成為世界第七大貨櫃港。

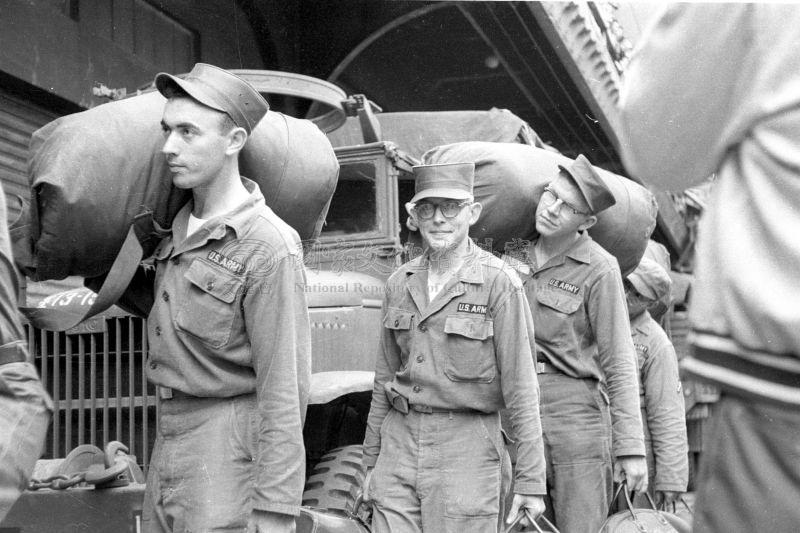
1958年10月8日，美國陸軍第71防空炮兵團（英语：71st Air Defense Artillery Regiment）的第二飛彈營官兵七百餘人從德州布利斯堡（Fort Bliss）部署至台灣，由營長格林柏格中校（Lt. Col. GREENBERY）率領，乘美軍運輸艦布瑞肯銳基號（英语：USS General J. C. Breckinridge (AP-176)）自琉球抵達基隆。他們將使用勝利女神飛彈以防禦敵機來襲台灣
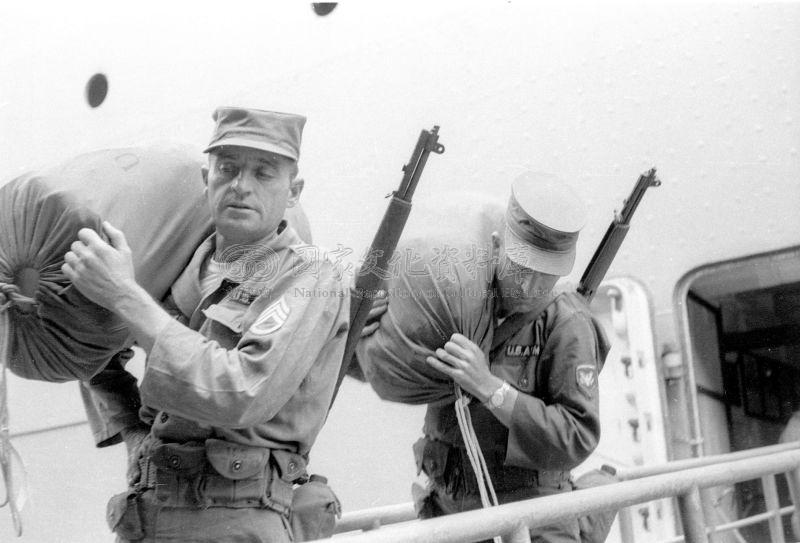
1958年10月8日，美國陸軍第71防空炮兵團（英语：71st Air Defense Artillery Regiment）的第二飛彈營士兵拿著行李並背著M1步槍走出碼頭
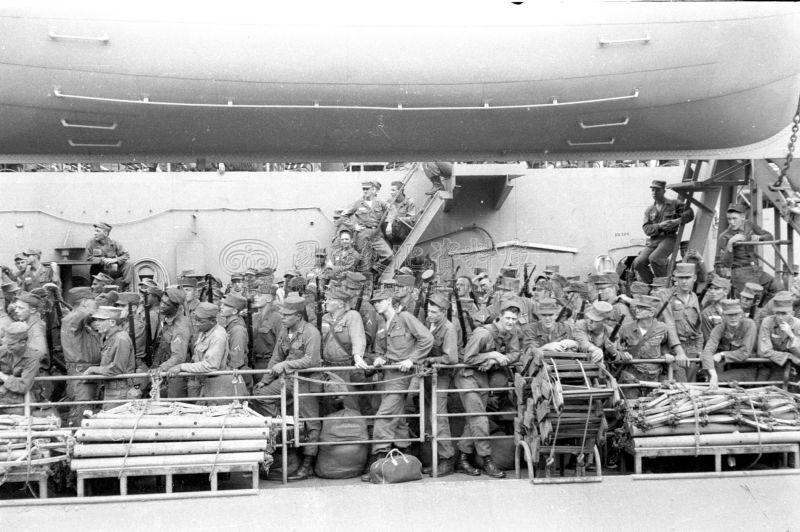
1958年10月8日，在運輸艦布瑞肯銳基號（英语：USS General J. C. Breckinridge (AP-176)）上準備在基隆港靠岸的美軍官兵
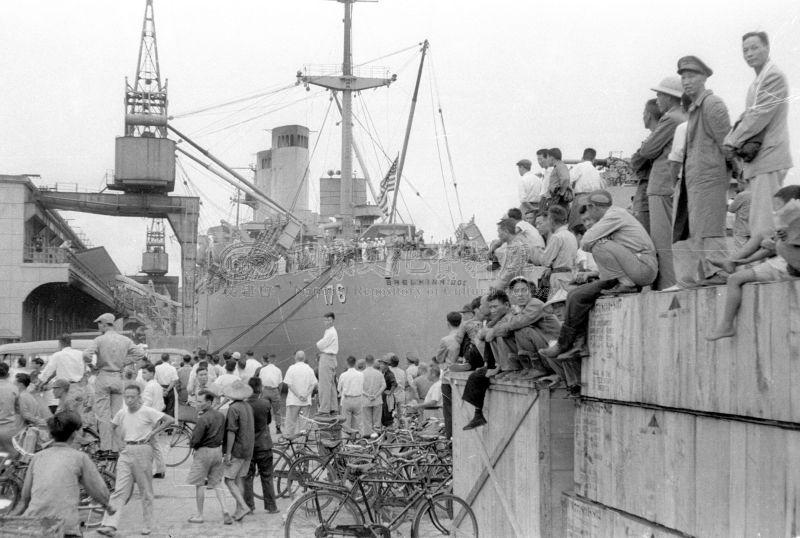
1958年10月8日，基隆市民眾圍在碼頭觀看送美軍飛彈營官兵離船登岸
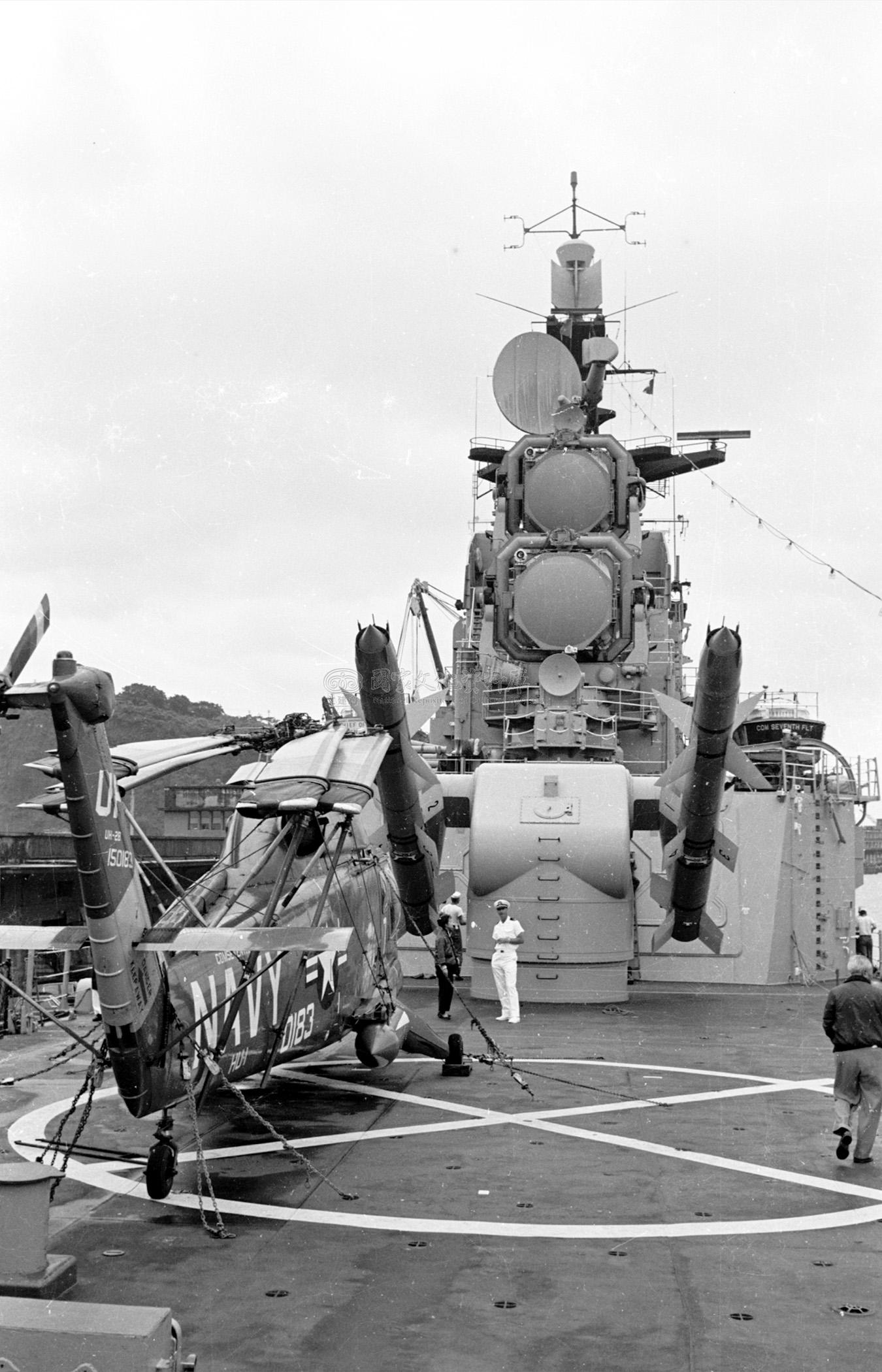
1965年4月6日，新任美國海軍第七艦隊司令布萊克本中將乘旗艦奧克拉荷馬城號（英语：USS Oklahoma City (CL-91)），訪問基隆港三天
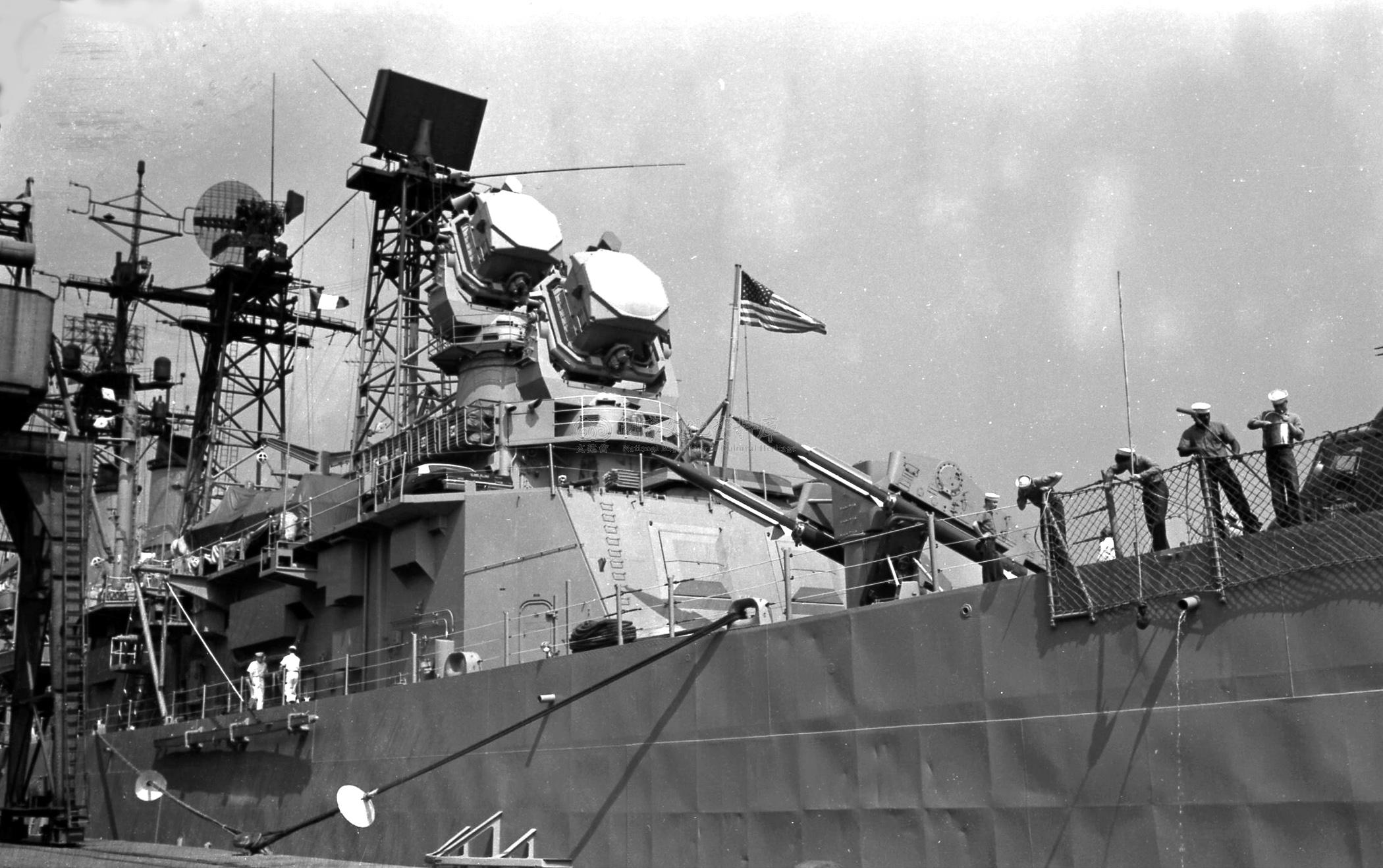
1967年3月17日，美國海軍第七艦隊普羅維登斯飛彈巡洋艦（英语：USS Providence (CL-82)）（CL-82）停放於基隆港

### 現今
發展至今，基隆港的碼頭總數從日治時期全座落在西岸的18座，擴增為現在的57座（西岸37座、東岸20座）。民國95年（2006年）年度全中華民國關稅總收入之中，經基隆港之收入為新台幣821億餘元，佔總收入之60.54％，足見基隆港在台灣經濟體系的重要地位。
基隆港務局在1999年精省後改隸交通部；2012年行政院組織再造實施後，中華民國交通部於同年3月1日起實施「政企分離」之航港管理作法，將各港務局公司化合併成立國營之「臺灣港務公司」，原基隆港務局則改制為臺灣港務公司屬下的「基隆港務分公司」。
鑒於貨運業務因港口腹地不足而發展受限，基隆港自2000年代起發展郵輪母港業務。由於地利之便，基隆港成為臺灣民眾搭乘郵輪出發的首選，臺灣超過九成的郵輪旅客都由此進出。基隆港國際郵輪人次，由2013年的40萬到2018年的94萬，每年還繼續以逾20%的速度快速成長，這也吸引了國際郵輪業者選擇以基隆港做為母港。根據臺灣港務公司統計，2018年停靠基隆港的郵輪艘次達565次，平均天天都有郵輪造訪。基隆躍居亞洲第三大郵輪港，超越香港、日本各港口，僅次於上海、新加坡。

## 港區環境及設施

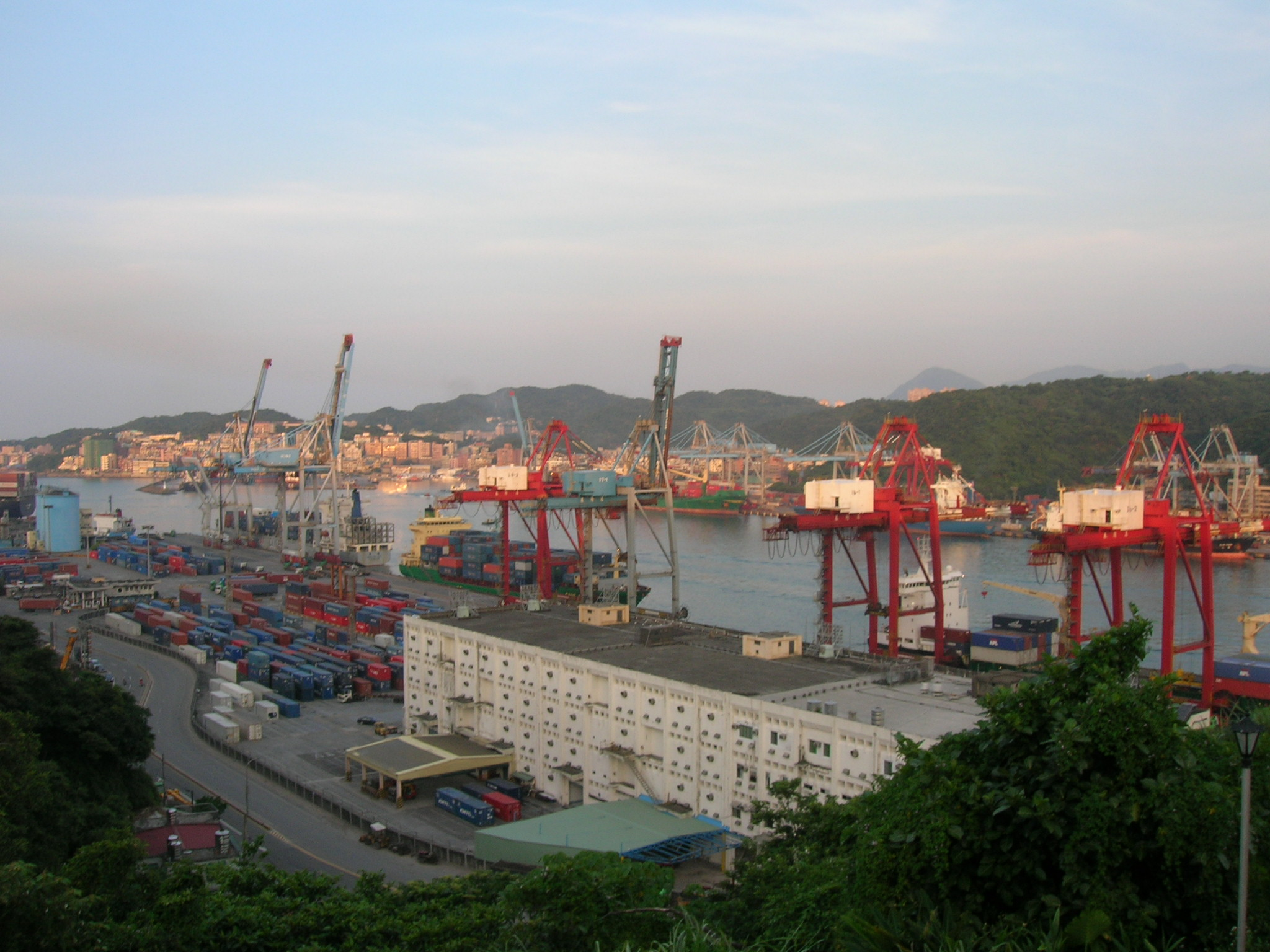
基隆港西岸碼頭

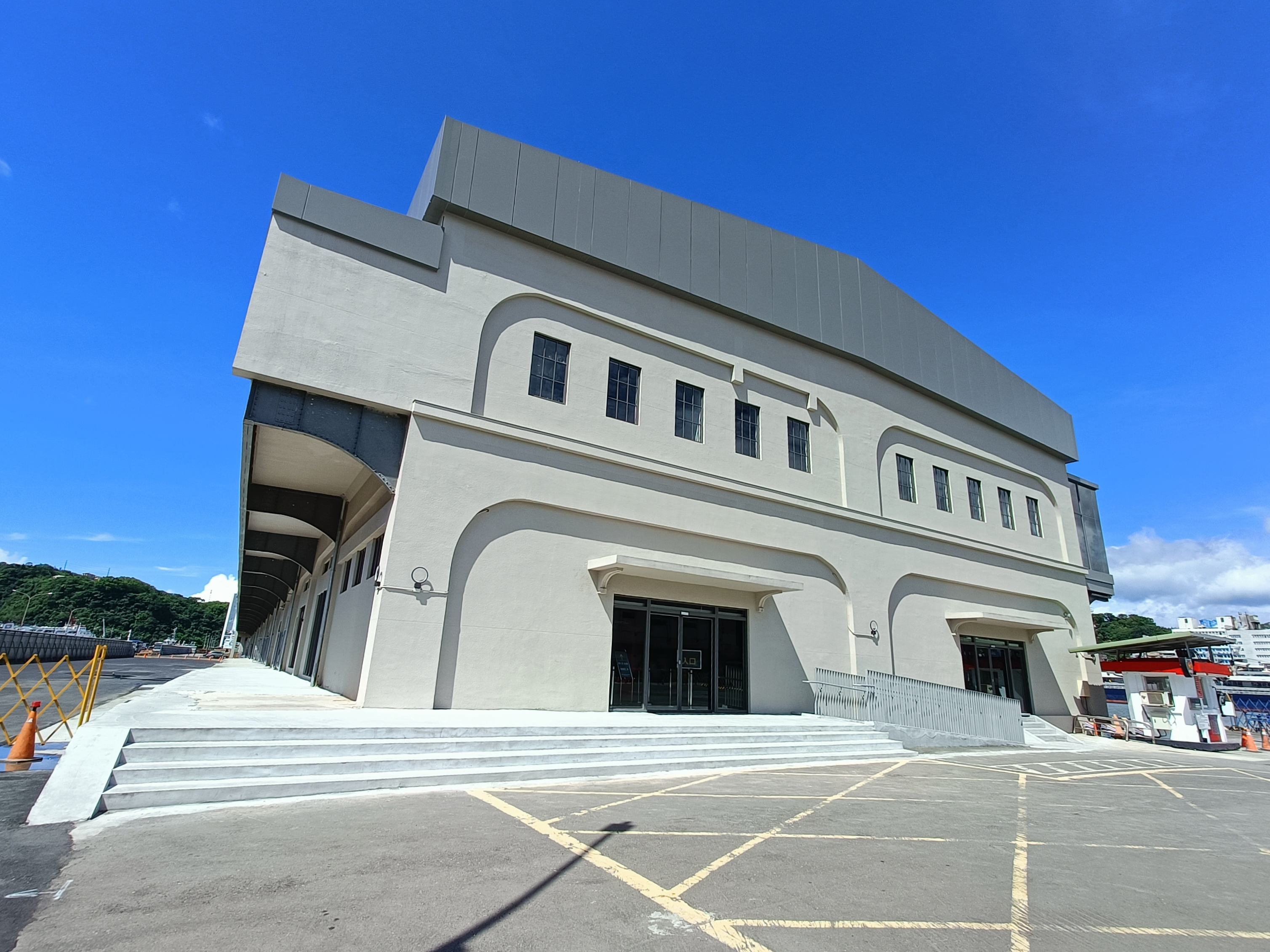
基隆港西岸旅客中心（西二西三碼頭）

基隆港為利用自然之谷灣地形所修築的港口，共有41座碼頭、1個入港航道，港區總面積為608.4公頃。陸域：195.7公頃，海域：412.7公頃。港灣形狀大致呈北寬南窄的漏斗狀，港區水域則分為外港、內港、牛稠港等3大區域。碼頭方面可分為東岸碼頭、西岸碼頭等2大部分，其中以西岸運量較大；使用類型則分為商用、軍用、漁用等3大類。外港區主航道長度約1,440公尺，水深負16公尺，航道寬度約320公尺，迴船池：水深負16公尺，直徑650公尺。

### 碼頭簡介
- 貨櫃碼頭：14座

設有三處貨櫃基地，配置有35至40噸可裝卸13至18排貨櫃之高性能式貨櫃起重機，每年可裝卸310萬以上標準貨櫃箱（TEU）。
1. 西岸貨櫃儲運場
  1. 北櫃場（舊稱第一貨櫃中心）
  2. 南櫃場（舊稱第三貨櫃中心）

2. 東岸貨櫃儲運場（舊稱第二貨櫃中心）

- 散雜貨碼頭：20座

設置有通棧、露置堆貨場，可供汽車、遊艇、鋼鐵等貨物裝卸之用。另設有水泥、卸煤、油品及其他散貨碼頭，配置水泥圓庫、自動卸煤機、化油儲槽、自動卸水泥設施等。
- 客運碼頭：6座

東岸及西岸各有一棟客運大廈。東岸專門停泊國際航線的大型豪華郵輪；西岸則停泊台馬輪、新台馬輪、台馬之星等往返馬祖-基隆之渡輪。
- 客貨碼頭:1座

其中西岸六號碼頭為客貨共用碼頭。
- 其他用途碼頭：15座

分別供港務公司所有港勤船，及工程船、軍艦、海巡艦、緝私艦等特種船隻靠泊。

### 軍港
基隆港東岸與西岸均有軍用碼頭。東岸為東5碼頭（入口標示為「海軍碼頭」）；東5碼頭入口對面設有海軍威海營區，是中華民國海軍一三一艦隊部所在地；西岸為8－12碼頭，由海軍基隆後勤支援指揮部（原海軍第三造船廠，簡稱「海三廠」）、陸軍第三地區支援指揮部運輸兵群第二營使用。

### 漁港
大沙灣以北，與和平島、八尺門鄰近的水域為基隆港的漁用碼頭區（1998年正式劃為「漁業專用區」），又名「正濱漁港」，為台灣重要遠洋漁業基地之一。

## 聯外交通

### 鐵路
- 台鐵 - 縱貫線 - 基隆車站
- 台鐵 - 基隆臨港線（已廢除[9]）

### 高快速公路
- 中山高速公路
  - 港西高架橋：連接中山高基隆端及西岸碼頭、中山一路
  - 東岸高架道路（中正高架橋）：連接中山高基隆端及東岸碼頭、中正路（北部濱海公路）
- 福爾摩沙高速公路
  - 基隆港西岸聯外道路（台2己線）：連接福高及西岸碼頭
- 基隆港東岸聯外道路：連接台62線及東岸碼頭

### 一般幹道
- 東岸沿岸：中正路、東海街
- 西岸沿岸：中山一路、中山二路、中山三路、光華路
- 市區銜接：港西街、忠一路、仁二路
- 聯外幹線：台2線（北部濱海公路）、台5線（北基公路）、市道102號（基瑞公路）

## 營運航線

臺馬之星（停泊於基隆港）

渡輪線
- 全港通航業「新臺馬輪」
  - 基隆港 → 福澳港（馬祖南竿） → 中柱港（馬祖東引）
※ 單日「先馬後東」，雙日「先東後馬」

- 新華航業「臺馬之星」
  - 基隆港 → 福澳港（馬祖南竿） → 中柱港（馬祖東引）
※ 單日「先馬後東」，雙日「先東後馬」

- 中國遠洋「遠洋之星」
  - 廈門港 → 基隆港 → 台州港（大麥嶼港區）
※ 每週一班、每週五出發 
  - 台州港（大麥嶼港區） → 基隆港 → 廈門港
※ 每週一班、每週日出發

- 商船やいま「YAIMA丸號」
  - 基隆港 → 石垣港（2025年9月開航）
※ 每週三個來往航班

郵輪線
- 麗星郵輪「寶瓶星號」
  - 基隆港 → 石垣港 → 那霸港 → 基隆港 
  - 基隆港 → 那霸港 → 基隆港
  - 基隆港 → 石垣港 → 基隆港
  - 基隆港 → 與那國島（久部良漁港）→ 基隆港 
  - 基隆港 → 花蓮港 → 與那國島（久部良漁港） → 基隆港

- 名勝世界郵輪「名勝世界壹號」
  - 基隆港 → 高雄港 → 花蓮港 → 基隆港 
  - 基隆港 → 台中港 → 高雄港 → 基隆港 
  - 基隆港 → 高雄港 → 基隆港 
  - 基隆港 → 花蓮港 → 基隆港 
  - 基隆港 → 台中港 → 基隆港

- 歌詩達郵輪「Costa Serena」
  - 基隆港 → 那霸港 → 石垣港 → 基隆港
  - 基隆港 → 那霸港 → 宮古島（平良港） → 基隆港
  - 基隆港 → 福岡（博多港） → 釜山港 → 基隆港

- 地中海郵輪「地中海榮耀號」
  - 基隆港 → 宮古島（平良港） → 那霸港 → 石垣港 → 基隆港
  - 基隆港 → 福岡（博多港） → 佐世保港 → 基隆港
  - 基隆港 → 釜山港 → 福岡（博多港） → 基隆港

## 後續發展

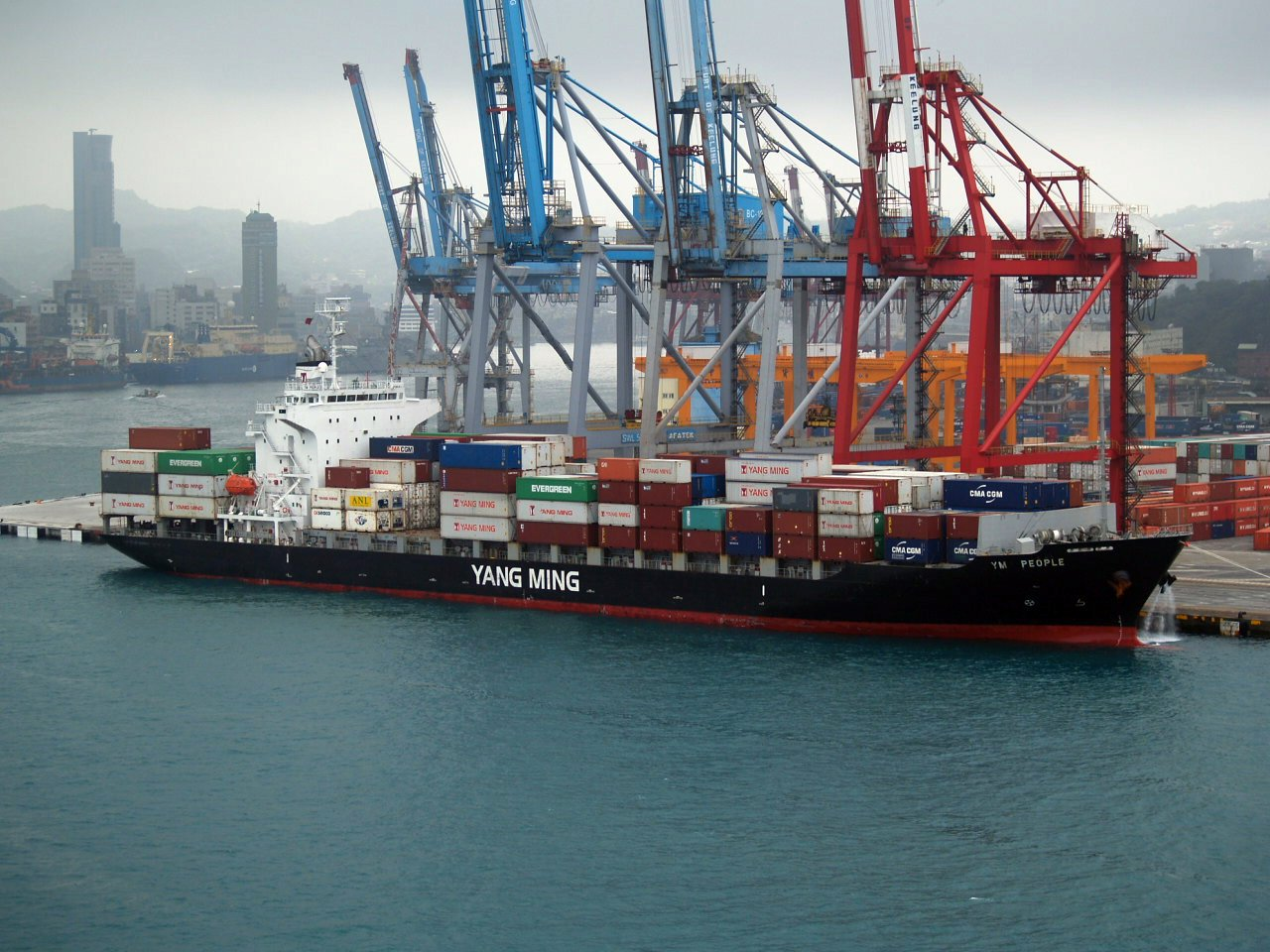
停泊在基隆港西岸的一艘陽明海運貨櫃船

基隆港與基隆市唇齒相依，基隆市區的街廓即沿著港區發展，而早期基隆市民的生計更是與基隆港息息相關，昔日廣佈市區的「委託行」及酒吧就是一例。但進入1990年代之後，基隆港除了要面對國內外傳統港口的競爭，還要應付中國大陸東南沿海各新興港口的快速崛起。而基隆港的港區規模已到達極限，卻因為港埠用地緊鄰市區及山區而無法擴建，港內大部分碼頭的吃水深度又無法停泊巨型貨櫃輪，導致許多船隻被迫彎靠高雄港與台中港。

### 興建新港
基隆港於1980年代，正逢港埠營運的高峰期，當時港內船席不足的情形常常發生；基隆港務局於1980年代中期，為了解決基隆港的擁擠狀況，提出在基隆港以西的外木山海岸興建「基隆超級深水港」，即「基隆新港」的興建計畫，在基隆港營運狀況開始衰弱時，曾被認為是重振基隆港營運的最佳方法，但是之後一直無實際動作。在1997年，交通部以建設新港的難度過高、經費太過龐大等理由，否決了興建新港的提案，以在新北市八里區興建淡水新港、即今之台北港作為替代方案。此舉引起了基隆市各界的不滿，認為此舉將會封殺了基隆港，甚至基隆市的未來發展。雖然如此，基隆市各界目前仍未放棄興建新港的可能。

### 開放觀光
近年來，為了提升競爭力，基隆港開始轉型為結合觀光、親水性之港口。港務局在2002年正式開放港區觀光，讓遊客可以搭船遊覽基隆的港埠風光。另外，為了吸引國際航運業者落腳，基隆港在2003年時設立了自由貿易港區。

### 港市合一
「港市合一」的構想在1970年代時已經存在，在1989年時已是選舉政見要點。為了促進基隆市港兩方的發展，基隆市各界自1990年代開始積極推動。2001年6月28日，港市合一的專責機構「基隆港管理委員會」正式成立，由基隆市市長（時任市長為李進勇）兼任主任委員。但交通部於2002年2月21日，函各港管理委員會暫行停止委員會運作。

### 未來展望
由於現有港區短期內無法擴建，為了因應台北港將對基隆港的貨運業務造成的威脅、與鄰近國家港口的競爭，以及預期兩岸三通後所帶來的客運榮景，基隆港從原本偏重貨物運輸，轉型成為客運、貨運並重的「加值型物流港」。未來基隆港將朝向「東客西貨」的方向來發展，東岸以客運與觀光遊憩為主，西岸則繼續作為貨運運輸的基地；而配合基隆市中心的都市更新計畫，未來基隆港部分碼頭的功能將進行調整，港區部分後線區域也將開放商業開發，以達致基隆港、市發展之雙贏。

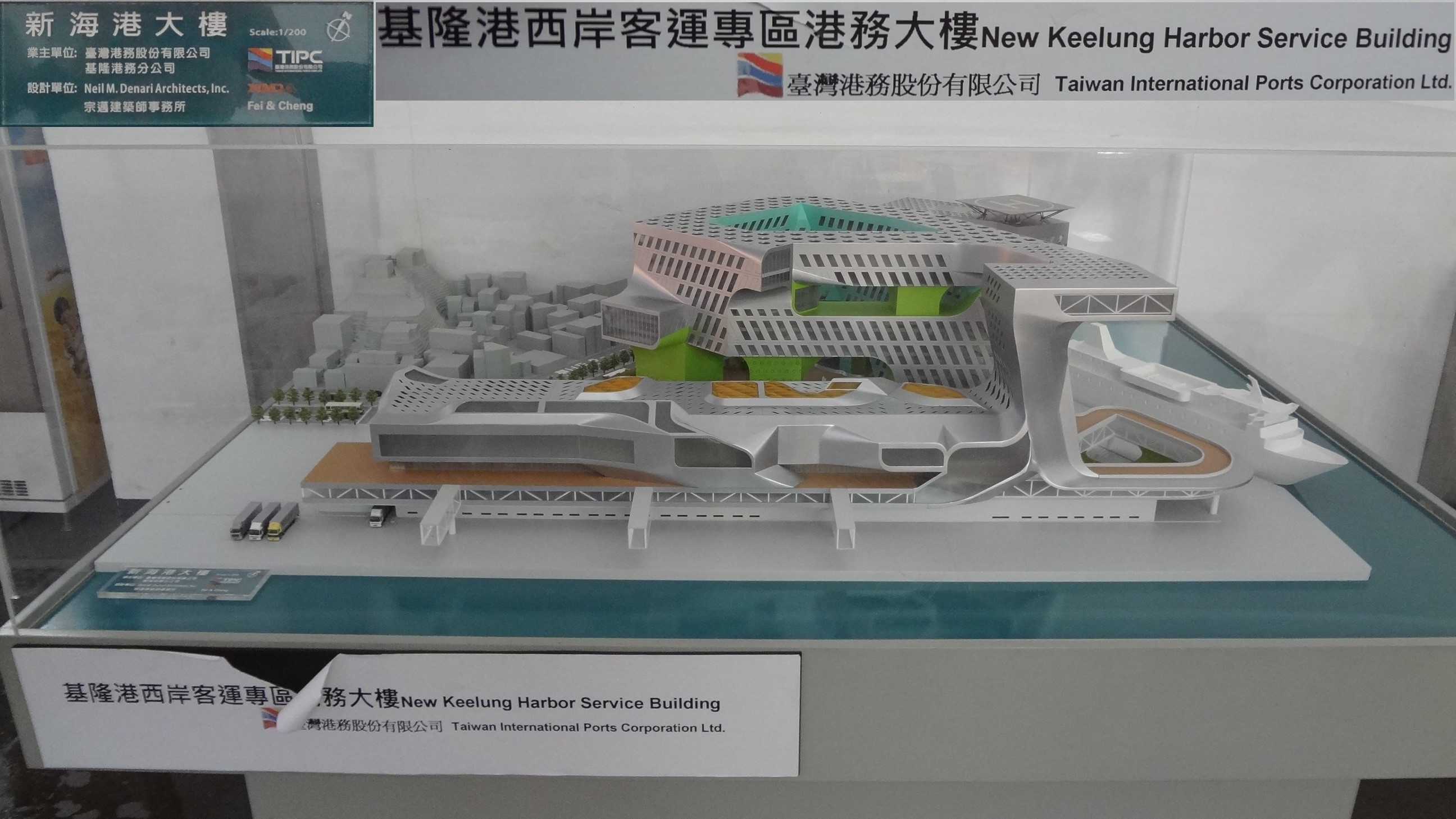
基隆港西岸客運專區港務大樓模型

下列為基隆港進行中的發展計畫：
- 市中心港區開發計畫

基隆港南岸的港區（東4碼頭—西4碼頭之間）鄰近市中心，為配合基隆市政府推動的基隆火車站暨西二西三碼頭都市更新案，鄰近基隆車站的小艇碼頭、西1碼頭、西1B碼頭的後線將解除管制，成為向公眾開放的水岸廣場（碼頭岸線仍繼續維持現有功能）。西2—西4碼頭將配合此都更案改造成為「客運專區」，並新建容納客運航廈、港務機構合署辦公之新港務大樓，將成為基隆港新地標；東2—東4碼頭則規劃成為國際郵輪基地，並引進民間資金來開發。
新港務大樓原規劃於2016年完工啟用，但因計畫拆除做為其建地的西三碼頭倉庫在2014年底列為歷史建築保護，使整個工程必須重新規劃，目前規劃西二、三碼頭倉庫改為旅客中心，海港大樓合併至規劃興建的西岸會展與旅運智慧大樓。
- 牛稠港軍事專業區

中華民國國防部在2011年6月同意將海軍原有在基隆港西岸呈分散狀的5處軍用碼頭集中至牛稠港水域的西9—11碼頭，並在此劃設「軍事專業區」，以利港區棧埠與後線的整合。軍用碼頭及威海營區西遷相關工程分三標施工，於2019年5月7日舉行動工典禮，已於2021年完工。

## 姐妹港
- 美国奧克蘭港（Port of Oakland）- 1970年6月10日締結
- 英国南安普敦港（Port of Southampton）- 1985年4月16日締結
- 美国洛杉磯港（Port of Los Angeles）- 1988年7月28日締結
- 美国北臨海港（Port of Bellingham）- 1990年8月15日締結
- 美国舊金山港（Port of San Francisco）- 1992年9月15日締結

### 腳註
1. 1 2 3 4 5  . 台灣大百科全書.   [2014-07-25]. （原始内容存档于2021-03-01） （中文（臺灣））.
2. 1 2 3  . 臺灣港務股份有限公司基隆港務分公司.   [2013-07-08]. （原始内容存档于2013-07-08）.
3. ↑  http://211.75.230.130/web_upload/Section1-3.pdf%5B%5D
4. ↑  《基隆港建港百年紀念文集》，民國74年（1985年）11月9日出版，基隆港務局發行。
5. ↑  陳怡雯.  (PDF). 國立臺灣圖書館. 2013年12月  [2022-02-01]. （原始内容存档 (PDF)于2022-02-09）.
6. ↑  胡, 台麗. .
7. ↑  關於中華民國的海關，詳見財政部關務署條目。
8. ↑  陳竫詒. . 天下雜誌.   [2019-07-18]. （原始内容存档于2019-07-17）.
9. ↑  . 自由時報. 2013-10-16  [2015-07-02]. （原始内容存档于2021-03-01）.
10. ↑  . 博客來.   [2017-02-26]. （原始内容存档于2021-03-01）.
11. ↑  台灣自由貿易港區網站 - 自由貿易港區在哪裡 的存檔，存档日期2008-01-30.
12. ↑  . 聯合報. 1972-03-04.
13. ↑  . 經濟日報. 1989-11-02.
14. ↑  《國家政策論壇》-「市港合一」回歸基本精神 的存檔，存档日期2009-04-17.
15. ↑  .   [2012-04-15]. （原始内容存档于2014-06-04）.
16. ↑  基隆港市共同發展策略
17. ↑  北北基生活圈跨域空間發展整體策略規劃>現況分析>交通運輸[永久]
18. 1 2  基隆港務分公司-基港局整體規劃及未來展望 的存檔，存档日期2012-04-19.
19. ↑  基港32樓地標新港務大樓105年完工 - 自由時報 2011.04.12 的存檔，存档日期2012-10-01.
20. ↑  基港東岸碼頭完成轉型規劃[永久]
21. ↑  基港西岸客運港務大樓興建修正計畫經建會通過 - 台灣新生報2012.03.20 的存檔，存档日期2014-10-30.
22. ↑  .   [2017-10-15]. （原始内容存档于2021-03-01）.
23. ↑  .   [2012-04-15]. （原始内容存档于2021-01-19）.
24. ↑  .   [2019-07-06]. （原始内容存档于2021-03-01）.

### 文獻
- 重修《基隆市志》- 交通篇，基隆市政府印行
- 《基隆外海新港區細部規劃及初步設計》研究報告[永久]，交通部運輸研究所發行
- . 基隆市政府. 2001-12-01. ISBN 957-010-383-3. 統一編號：3909005600.（繁體中文）

## 外部鏈結
- 臺灣港務公司基隆港分公司
- 基隆港務警察總隊 （页面存档备份，存于）
- 基隆港務消防隊
- （英文）世界主要港口列表